# Skanderborg
Skanderborg è una città danese situata nella regione dello Jutland Centrale. Il 1º gennaio 2024 contava una popolazione di 20 116 abitanti. La città è il capoluogo dell'omonimo comune.

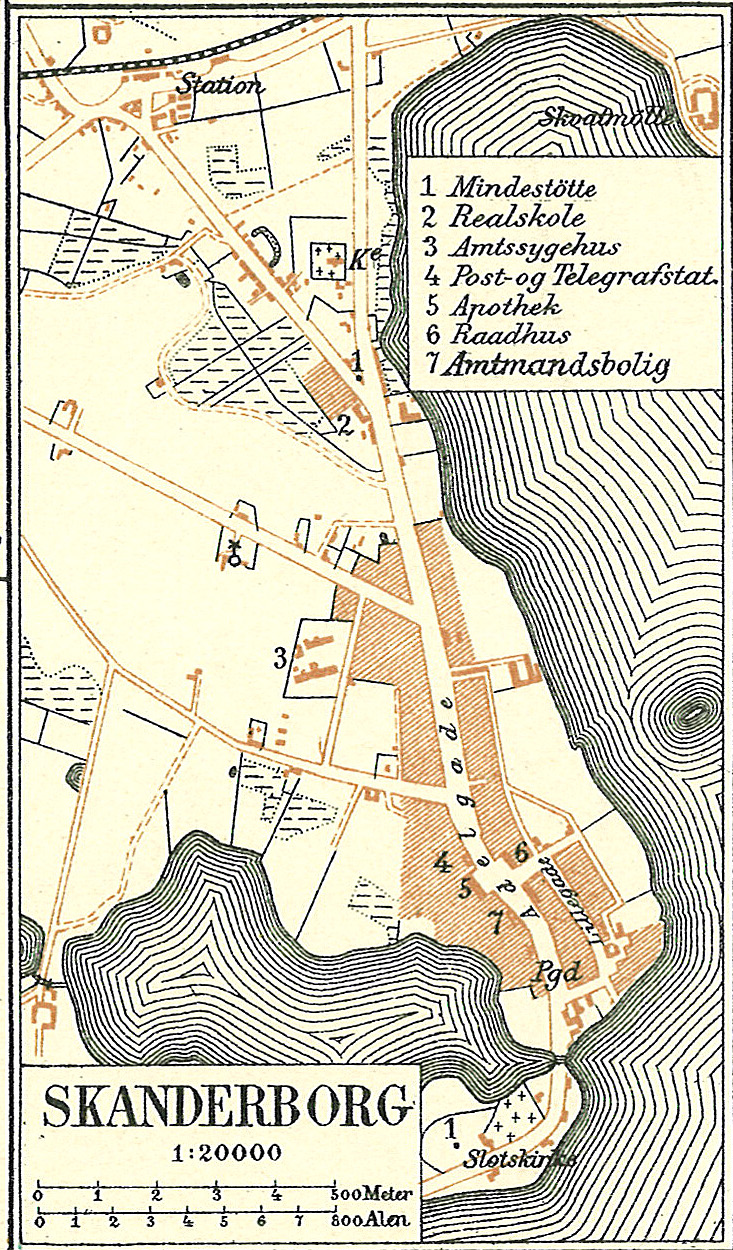
Pianta di Skanderborg, 1900 ca

## Storia
Le prime tracce di tale insediamento risalgono al XII secolo al tempo in cui regnava Valdemaro il Grande. Il titolo di città venne però concesso solo nel 1583 da Federico II in occasione del completamento del castello edificato utilizzando il materiale delle rovine dell'antico monastero.

## Monumenti

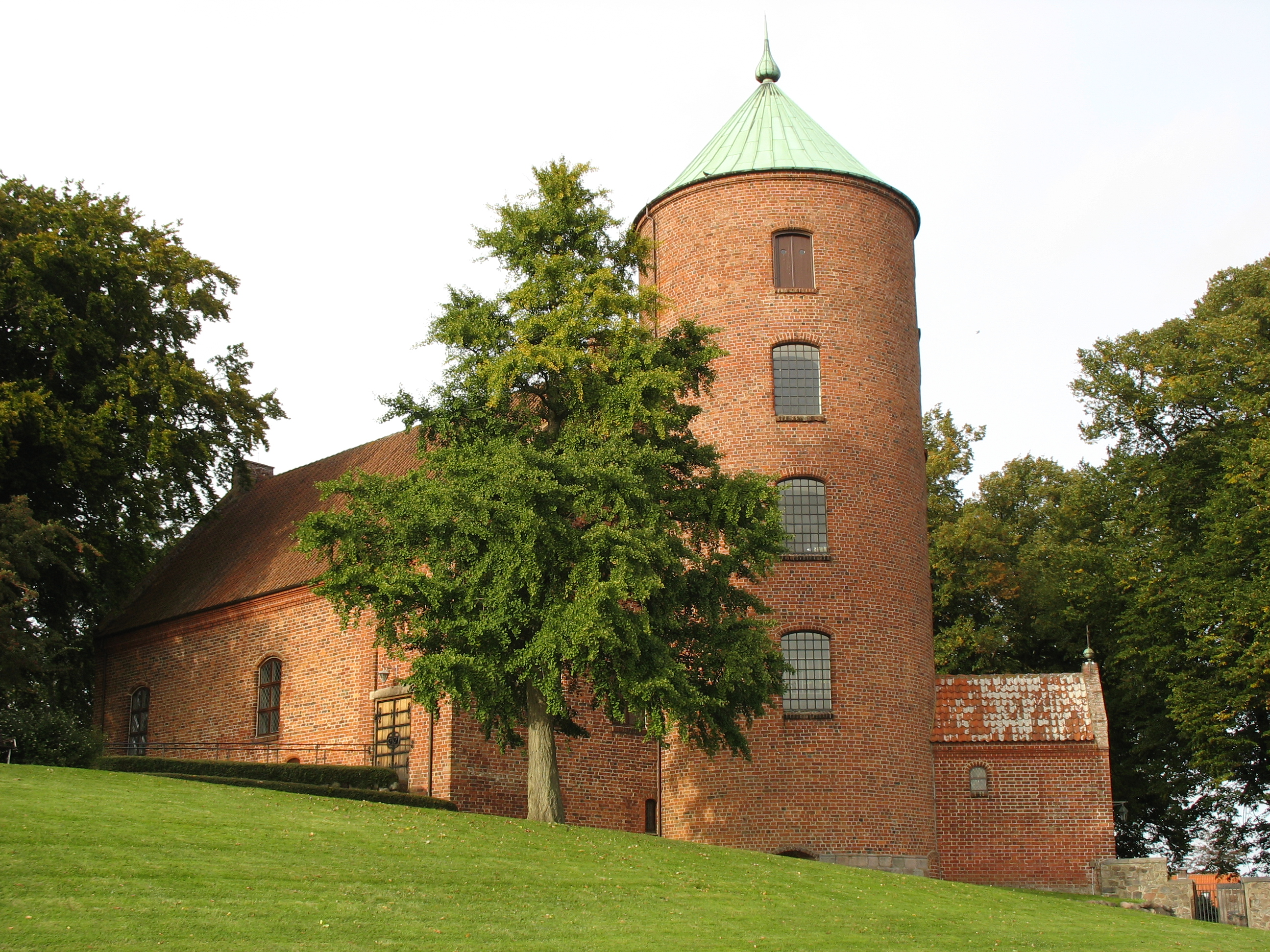
Castello-Chiesa di Skanderborg

Nella cittadina si trovano due chiese: una è la Skanderup Kirche; l'altra, invece, faceva parte del complesso del castello, che fu residenza di caccia del sovrano di Danimarca dal XII secolo al 1767, anno in cui tale edificio fu interamente demolito, con l'eccezione appunto della chiesa.

## Manifestazioni
Ogni anno a partire dal 1980 in una foresta vicina si tiene lo Skanderborg Festival conosciuto anche come il "Danmarks Smukkeste Festival".

## Musei

### Skanderborg Museum
Lo Skanderborg Museum di storia locale fu fondato nel 1980 e situato nell'edificio che un tempo costituiva il palazzo della magistratura, nel nucleo storico della città. La parte più antica di tale struttura risale alla metà del XVIII secolo, mentre nella primavera del 2001 è stato aggiunto un nuovo edificio di ingresso privo di ogni barriera architettonica.

### Occupation Museum
L'Occupation Museum è situato all'interno di due autentici rifugi antiaerei costruiti durante la Seconda guerra mondiale nel Deer Park di Skanderborg.

## Amministrazione

### Gemellaggi
- Eisenach, Turingia, dal 1993

## Galleria d'immagini

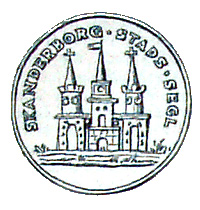
Sigillo (J.Th Hansen 1848-1912)
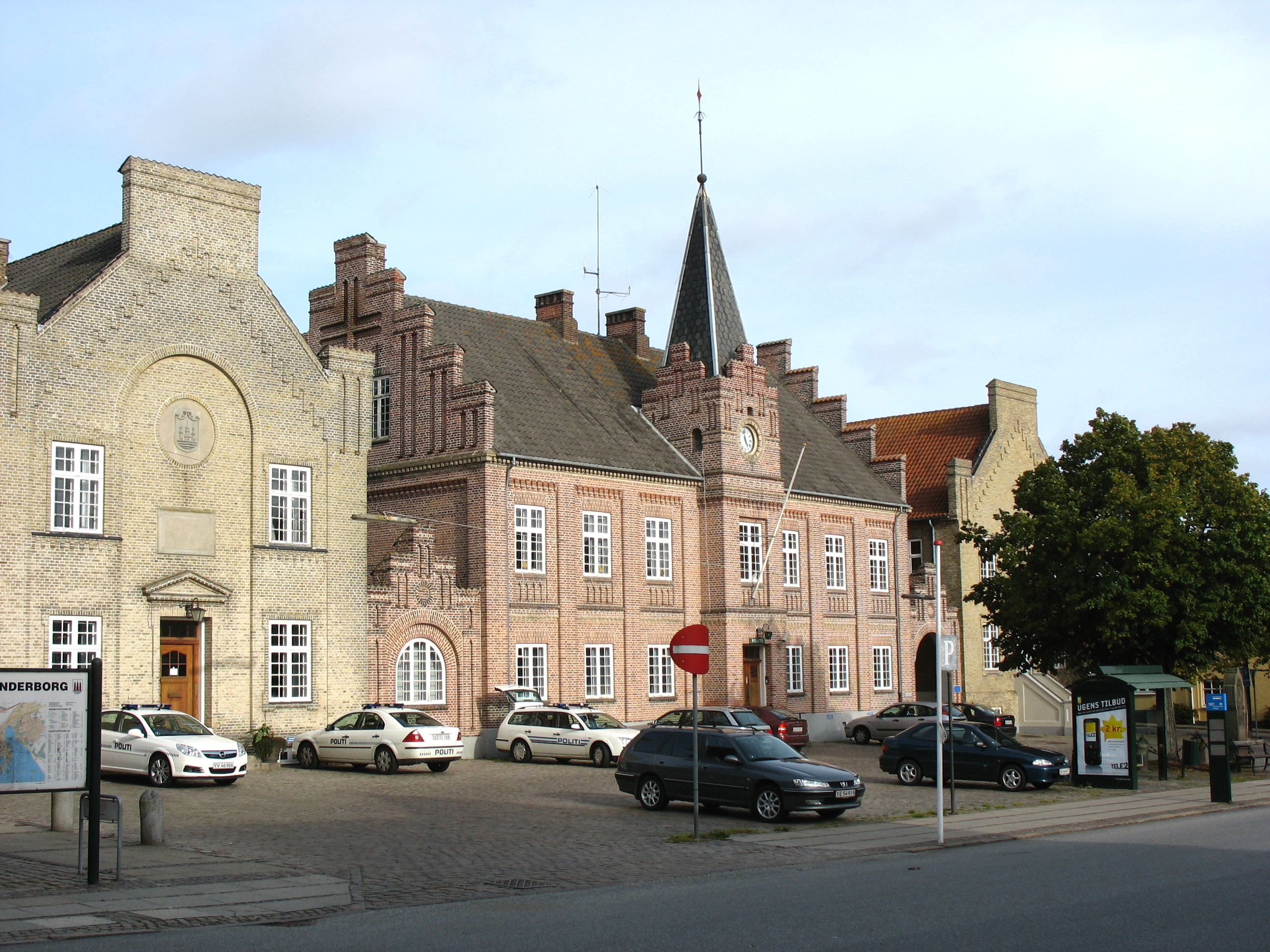
La questura e il municipio di Skanderborg
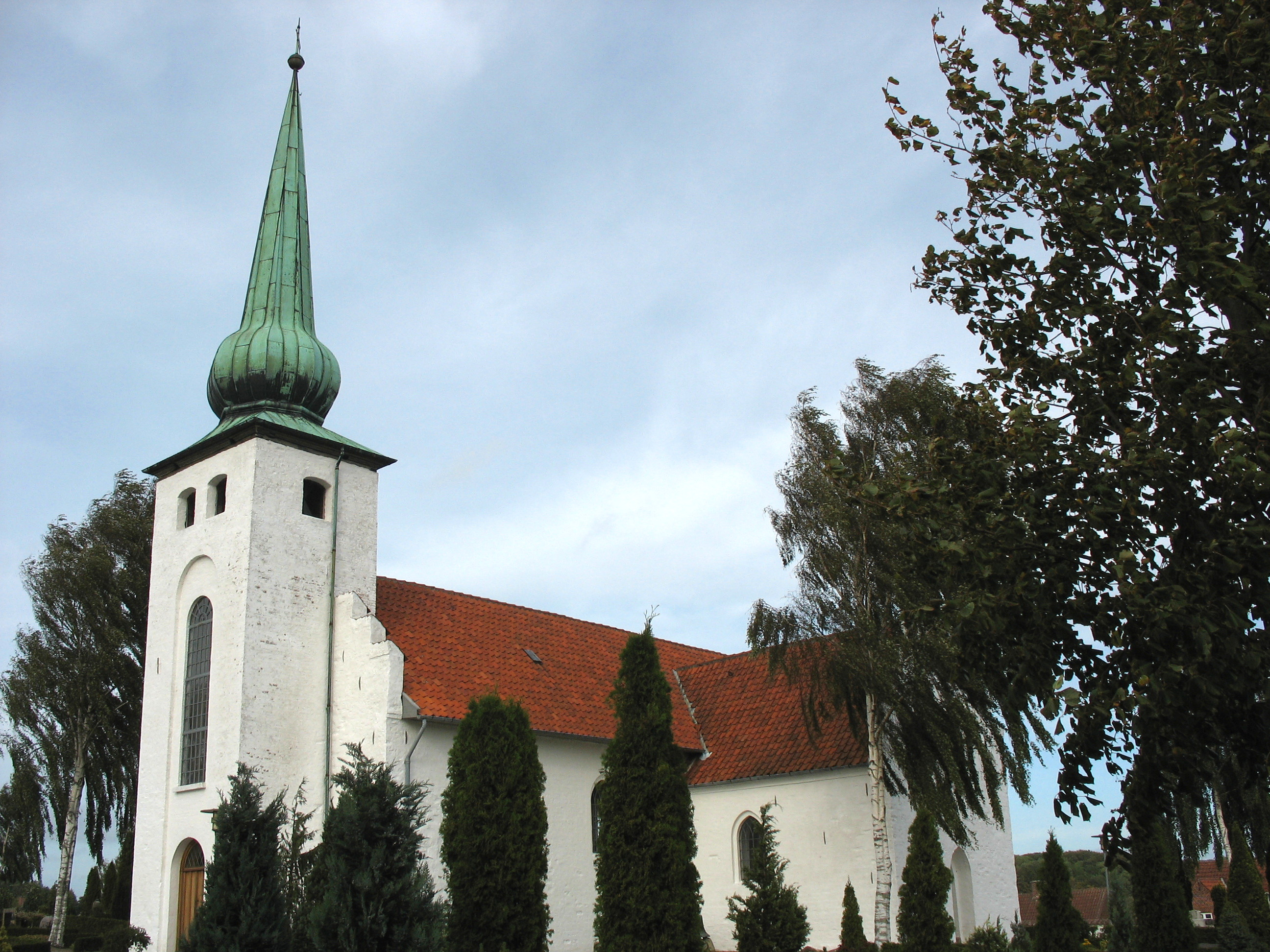
La Skanderup Kirke
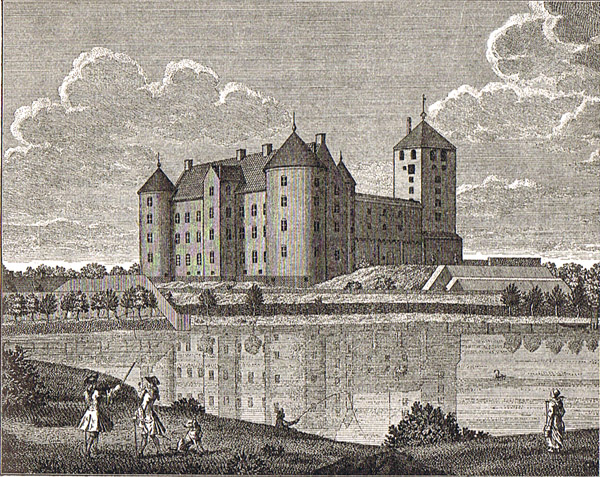
Il castello (Laurids de Thurah)